# 氖二聚体
氖二聚体是一种由范德华力键合的化合物，化学式 Ne
2。 基态下，它的氖-氖键键长为 330 pm (3.3 Å)。